# Marianne (tygodnik)
Marianne – francuski lewicowy tygodnik opinii, założony w 1997 roku przez Jean-François Kahna i Maurice’a Szafrana. Redakcja tygodnika znajduje się w Paryżu.

## Charakterystyka
W 2018 większość udziałów w „Marianne” przejęła firma Czech Media Invest, która przejęła udziały także w innych czasopismach francuskich z grupy Lagardère i której właścicielem jest czeski biznesmen Daniel Křetínský. Od września 2018 redaktorem naczelnym czasopisma jest Natacha Polony. Tygodnik ukazuje się w czwartki. W 2013 roku średnia sprzedaż Marianne wynosiła 204 648 egzemplarzy, z czego 195 797 egzemplarzy rozprowadzano w płatnej sprzedaży na terytorium Francji. W 2021 spadła do 131 tysięcy.

## Zespół redakcyjny
Dziennikarze
| - Maureen Auriol - Arnaud Bouillin (ekonomia) - Isabelle Chazot (savoir-vivre) - Martine Gozlan (reportaże) - Jean-Claude Jaillette (społeczeństwo) - Périco Légasse (savoir-vivre) - Hervé Nathan (ekonomia) - Guy Konopnicki (felieton) - Gérald Andrieu (polityka) - Daniel Bernard (reportaże) - Clotilde Cadu (zdrowie) - François Darras - Laurence Dequay (społeczeństwo) - Laureline Dupont (polityka) - Emmanualle Lévy (ekonomia) | - Robert Redeker - Maxime Rovere - Vladimir de Gmeline - Benoît Duteurtre (muzyka klasyczna) - Danièle Heymann (kino) - Ollivier Pourriol (kino) - Vincent Huguet (sztuka) - Marin de Viry (literatura) - Olivier Maison (literatura) - Myriam Perfetti (muzyka) - Frédérique Briard - Anne-Sophie Michat (savoir-vivre) - Françoise Drougat - Benjamin Hannuna (gry) - Lewandowski John (travel) | - Perrine Cherchève (społeczeństwo) - Marie Huret (społeczeństwo) - Frédéric Ploquin (społeczeństwo) - Elodie Emery (społeczeństwo) - Alain Léauthier (świat) - Anne Dastakian (świat) - Diane Cambon (zagranica: Hiszpania) - Ariel F. Dumont (zagranica: Włochy) - Pascal Giberné (zagranica: USA) - Julien Lacorie (zagranica: Izrael) - Lamia Quallalou (zagranica: Ameryka Łacińska) - Jordan Pouille (zagranica: Chiny) - Thomas Schnee (zagranica: Niemcy) - Christian Godin - Thomas Rabino (historia) |